# Garou
Pierre Garand, mer känd som Garou, är en kanadensisk sångare född den 26 juni 1972 i Sherbrooke, Québec, Kanada. Han släppte sin första skiva på engelska 2008, där han bland annat gör en cover på "Burning" av svenska popmusikduon Cue.
Han spelade Quasimodo i originaluppsättningen av musikalshowen Notre Dame de Paris.
Under flera år var René Angélil, Céline Dions man och manager, Garous manager. 
Han blev känd, bland annat i Frankrike, tack vare en låt  med Celine Dion"Sous Le Vent" 2001.

## Diskografi
- Piece of my soul (2008)

- Garou (2006)

1. "Le Temps nous aime"
2. "Je suis le même"
3. "Plus fort que moi"
4. "L'injustice"
5. "Que le temps"
6. "Même par amour"
7. "Dis que tu me retiendras"
8. "Trahison"
9. "Milliers de pixels"
10. "Je suis sebout"
11. "Viens me chercher"
12. "Quand je manque de toi"

- Reviens (2003) # "Passe ta route"

1. "Et si on dormait"
2. "Hemingway"
3. "Aveu"
4. "Reviens (Où te caches-tu?)"
5. "Pour l'amour d'une femme"
6. "Pendant que mes cheveux poussent"
7. "Filles"
8. "Sucre et le sel"
9. "Quand passe la passion"
10. "Coeur de la terre"
11. "Prière indienne"
12. "Tout Cet Amour Là"
13. "Ne me parlez elus d'Elle"
14. "Ton premier regard"
15. "Dernière fois encore" (även Gildas Arzel medverkar)

- Seul... avec vous

1. "Je n'attendais que vous"
2. "Gitan"
3. "Que l'amour est violent"
4. "La Boheme"
5. "Au plaisir de ton corps"
6. "Ce soir on danse à Naziland"
7. "Demande au soleil"
8. "Belle"
9. "Au bout de mes rêves"
10. "You Can Leave Your Hat On"
11. "Medley R&B: Sex Machine/Everybody/Shout/I Feel Good"
12. "Dieu que le monde est injuste"
13. "Seul"
14. "Le monde est stone"

- Seul (2000)

1. "Gitan"
2. "Que l'amour est violent"
3. "Demande au soleil"
4. "Seul"
5. "Sous le vent" (även Céline Dion medverkar)
6. "Je n'attendais que vous"
7. "Criminel"
8. "Calme plat"
9. "Plaisir de ton corps"
10. "Moitié du ciel"
11. "Lis dans mes yeux"
12. "Jusqu'à me perdre"
13. "Gambler"
14. "Adieu"